# William Morgan Sheppard
William Morgan Sheppard (født 24. august 1932 i London, England, død 6. januar 2019 i Los Angeles, Californien) var en britisk skuespiller.